# Lill-Yan
Lill-Yan är en sjö i Hudiksvalls kommun i Hälsingland och ingår i Delångersåns huvudavrinningsområde. Sjön har en area på 0,272 kvadratkilometer och ligger 36 meter över havet.

## Delavrinningsområde
Lill-Yan ingår i det delavrinningsområde (684293-156437) som SMHI kallar för Utloppet av Stor-Yan. Medelhöjden är 51 meter över havet och ytan är 11,12 kvadratkilometer. Det finns inga avrinningsområden uppströms utan avrinningsområdet är högsta punkten. Vattendraget som avvattnar avrinningsområdet har biflödesordning 2, vilket innebär att vattnet flödar genom totalt 2 vattendrag innan det når havet efter 23 kilometer. Avrinningsområdet består mestadels av skog (78 procent). Avrinningsområdet har 1,36 kvadratkilometer vattenytor vilket ger det en sjöprocent på 12,2 procent.